# Somalodillo sulcatus
Somalodillo sulcatus is een pissebed uit de familie Eubelidae. De wetenschappelijke naam van de soort is voor het eerst geldig gepubliceerd in 2004 door Franco Ferrara & Stefano Taiti.